# Kanał Nowe Ujście

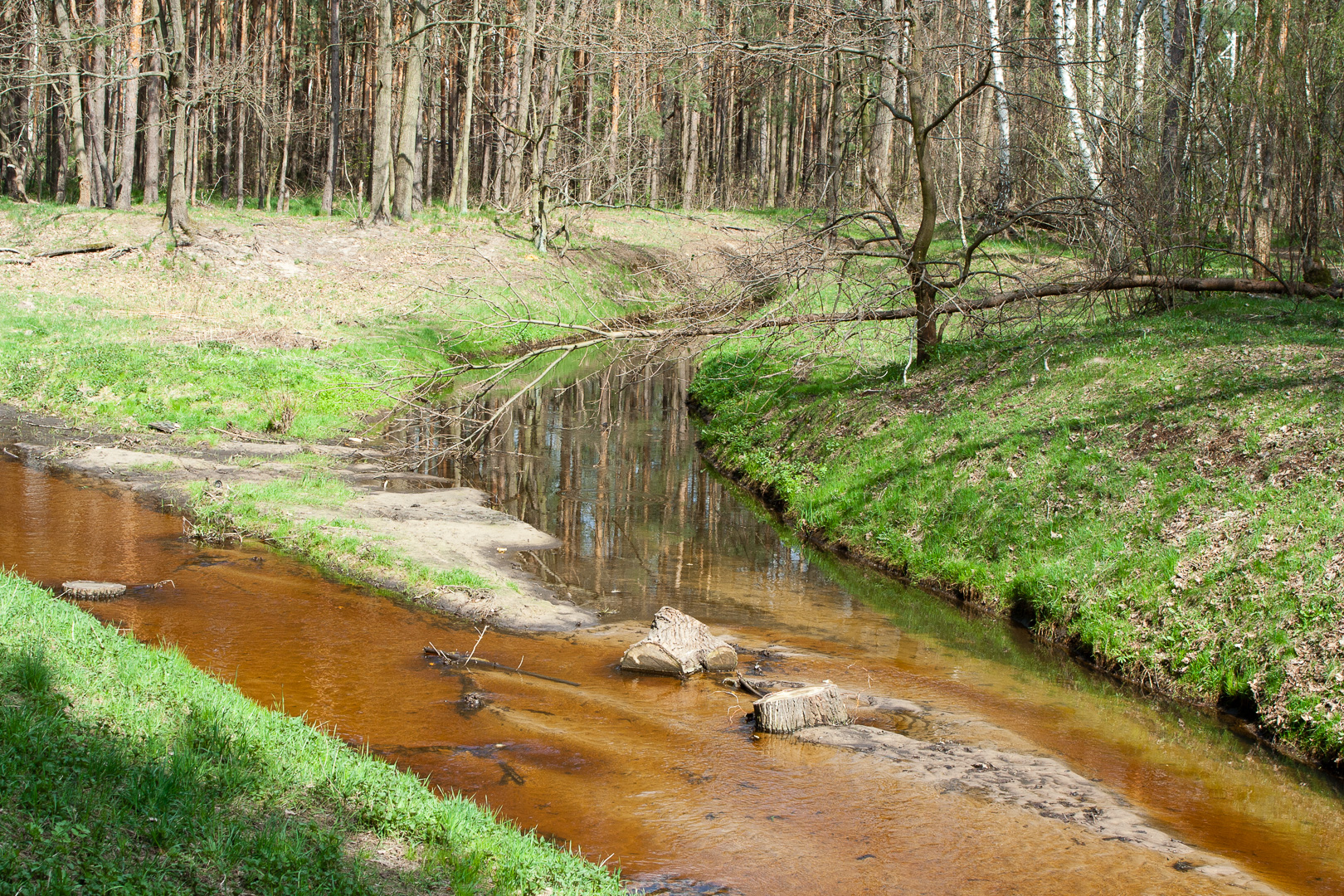
Kanał Nowe Ujście w lesie niedaleko ul. Lucerny i uchodzący do niego Kanał Zagoździański (z prawej).

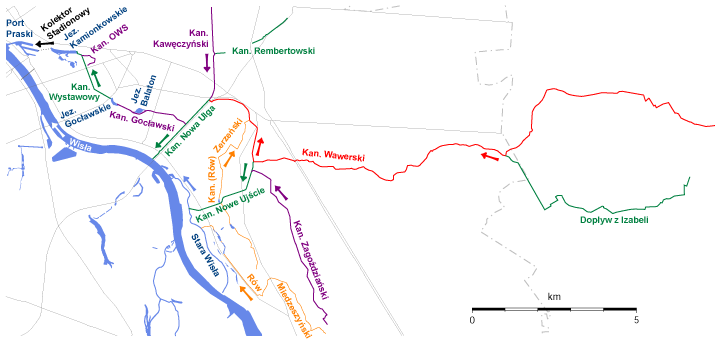
Kanały melioracyjne Niziny Wawerskiej - mapa.

Kanał Nowe Ujście – kanał w warszawskiej dzielnicy Wawer mający swe źródło w Kanale Wawerskim na jego zakręcie w okolicach ulicy Lucerny, uchodzący do łachy Stara Wisła połączonej z Wisłą.
W lesie za ulicą Lucerny uchodzi do niego po wschodniej stronie Kanał Zagoździański. Dalej w okolicy ulicy Wodniaków przepływa syfonem pod jego dnem ze wschodu na zachód Kanał Zerzeński (Rów Zerzeński).
Jego brzegi są obwałowane groblami. Woda jest odprowadzana grawitacyjnie nawet przy stanach powodziowych.
Kanał powstał po II wojnie światowej.

## Galeria
| - Tama wybudowana przez bobry na Kanale Nowe Ujście. W głębi ul. Wał Miedzeszyński. - Fragment stawu bobrowego powstałego w wyniku zbudowania tamy. |